# یاتاپانا
یاتاپانا (به لاتین: Yatapana) یک منطقهٔ مسکونی در سری‌لانکا است که در استان مرکزی (سری‌لانکا) واقع شده‌است.